# Arthur Highway

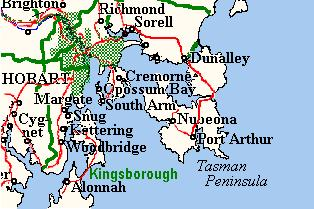
Arthur Highway

Arthur Highway () est une route longue de 69 km située au sud-est de la Tasmanie en Australie et qui relie la ville de Sorell au nord-est de Hobart à Port Arthur.
Elle est considérée comme l'une des routes les plus dangereuses de Tasmanie.